# پدرو آلخاندرو زالایا
پدرو آلخاندرو زالایا (اسپانیایی: Pedro Alejandro Zalaya‎؛ زادهٔ ۲۹ آوریل ۱۹۹۸) بازیکن فوتبال اهل اسپانیا است.
وی در تیم‌های ملی فوتبال Spain U17 Spain U19 بازی کرده‌است.